# حكايات جزيرة التنانين
حكايات جزيرة التنانين مسلسل رسوم متحركة أمريكي كندي عرض لأول مره في 9 سبتمبر 1999 واستمر عرضة حتى 2 أبريل 2005 تمت دبلجة المسلسل للعربية.

## الأصوات
- ألين سعادة
- عبدو حكيم - ماكس
- رينيه غوش
- علي سعد
- جيهان الملا
- سعيد ماضي
- ليلى شماس
- سيلينا شويري
- رانيا مروة
- سمير معلوف

## طاقم العمل

### النسخة العربية
الحلقة 1-39
- ترجمة: شانتال الشاعر
- ضبط اللغة: رضا هاشم
- تسجيل صوت: فاتن أبو رجيلي
- أغنية المقدمة: جيهان الملا (مدرجة باسم جيهان ملاّ)
- ميكساج: وديع طعمه، جان بجك
- مونتاج: إدوار عقيقي
- جنريك: ادغار خبّز
- إشراف تقني: فادي الحايك
- إدارة إنتاج: ريما عقيقي
- تنفيذ: ليلى شمّاس، باسيمة مسعود
- إشراف: جورج أبو سلبي
- تمّت الدبلجة في استديوهات: Image Production House

بيروت لبنان
فاكس : 242727 1 961
- توزيع شركة: Transworld Television Corporation (TWT)

الحلقة 40-64
- ترجمة: حسام مدقةّ
- ضبط اللغة: رضا هاشم
- ميكساج: وديع طعمه
- تسجيل صوت: فاتن أبو رجيلي (مدرجة باسم فاتن أبو رجيلي)
- مونتاج: إدوار عقيقي
- جنريك: إيلي زياده
- مساعدة إنتاج: مارت حبيب
- إدارة إنتاج: ريما عقيقي
- تنفيذ: مارك المر (مدرجة باسم مارك المرّ)، رامي منصور
- إشراف: جورج أبو سلبي (مدرجة باسم جورج أبو سلبي)
- تم التعريب في استديوهات: Image Production House

Beirut – Lebanon
فاكس: 242727 1 961
- توزيع شركة: Transworld Television Corporation (TWT)

الحلقة 65-94
- ترجمة: مايا صوان، شنتال الشاعر
- تنفيذ الدبلجة: فاتن أبو رجيلي، رامي منصور
- تنسيق: مارت حبيب
- ضبط اللغة: حيدر بيضون
- مونتاج: سيلينا شويري
- هندس صوت: مارك المر
- إدارة إنتاج: ريما عقيقي
- مساعدة إنتاج: رالين داغر
- ميكساج: جان بجك
- إشراف عام: جورج أبو سلبي
- تمت الدبلجة في إستديوهات: Image Production House

www.iphstudios.com
- توزيع شركة: Transworld Television Corporation (TWT)

## روابط خارجية
- حكايات جزيرة التنانين على موقع IMDb (الإنجليزية)
- حكايات جزيرة التنانين على موقع ميتاكريتيك (الإنجليزية)
- حكايات جزيرة التنانين على موقع روتن توميتوز (الإنجليزية)
- حكايات جزيرة التنانين على موقع ميوزك برينز (الإنجليزية)
- حكايات جزيرة التنانين على موقع كينوبويسك (الروسية)
- حكايات جزيرة التنانين على موقع قاعدة بيانات الفيلم (الإنجليزية)
- Dragon Tales at Sprout Online (Replicates much of the content originally found at the PBSKids official website)
- Parent Tales from Dragon Tales on the official PBS website
- Sony Pictures Television official Dragon Tales page, available on Internet Archive (DVD Series)
- Dragon Tales - "A Magical World of Rainbow Rivers and Talking Trees", archive, on Sesame Workshop's official website نسخة محفوظة 7 ديسمبر 2014 على موقع واي باك مشين.
- Detail account of series' genesis
- PBS official website (Internet Archive, partially functional, circa introduction of Enrique)
- Official website of Dragon Tales Live stage show (Internet Archive)
- Sesame Workshop official site as it appeared at CTW.org